# Fito Conesa
Fito Conesa (Cartagena, 1980) És un artista i programador murcià establert a Barcelona.
Llicenciat en Belles Arts per la Universitat de Barcelona. Ha treballat impartint i elaborant tallers per al departament educatiu de la Fundació “la Caixa”. Va formar part de l’equip tutorial de la Sala d’Art Jove (2012). Els seus treballs han estat exposats en diferents museus i festivals com Oslo Screen Festival 2010, Barcelona Loop Fair 2009-2012, Festival Internacional de Poesia de Barcelona, Centre Cultural Espanyol de la República Dominicana, Matadero Madrid, CaixaForum (Lleida, Tarragona, Barcelona).
Ha participat en diverses publicacions com Zeitgeist: Variations & Repetitions (Save as… publications, 2010), Unique Window Display (Loft Publications, 2009) i Suite for Ordinary Machinery (Save as… publications, 2008). Amb aquesta última va passar a formar part dels fons de la biblioteca de la Tate Modern (Londres), el Museu d’Art Contemporani Reina Sofia i el MACBA.
Des de 2014 fins a la tardor de 2017 va dirigir i coordinar l'Habitació 1418, el projecte del CCCB i el MACBA per a joves de 14 a 18 anys.